# ويليام كاربنتر لامبرت
ويليام كاربنتر لامبرت (بالإنجليزية: William C. Lambert)‏ هو طيار أمريكي، ولد في 18 أغسطس 1894 في أيرنتون في الولايات المتحدة، وتوفي في 19 مارس 1982.